# شیخ طوسی
محمد بن حسن طوسی (۹۹۵–۱۰۶۷م) (۳۸۵–۴۶۰ق) یا شیخ طوسی، از علمای شیعه با اصلیت ایرانی در قرون چهار و پنج قمری بود.
طوسی بنیانگذار اجتهاد شیعه و بنیانگذار حوزه علمیه نجف است. وی دو مجموعه احادیث را جمع‌آوری کرد، الاستبصار و تهذیب الاحکام که از کتب اربعه شیعه هستند.
دستاوردهای علمی وی در علم حدیث، رجال، اصول، فقه، کلام و تفسیر شیعه چنان بود که علامه حلی وی را رئیس طایفه شیعه (شیخ‌الطایفه) نامید.

## زندگی
او معاصر سلطان محمود غزنوی، حکومت آل بویه، شیخ صدوق، فردوسی، شیخ مفید، ابن سینا، ابوریحان بیرونی و سید مرتضی بوده است.
در رمضان سال ۳۸۵ هجری قمری در طوس زاده شد، گرچه تاریخ دقیق تولد او در دست نیست. از کودکی آغاز به آموختن علوم اسلامی کرد. در سال ۴۰۸، در ۲۳ سالگی، خراسان را به قصد عراق ترک کرد و به بغداد رفت تا از محضر بزرگ‌ترین دانشمند شیعه آن دوران یعنی شیخ مفید درس آموزی کند.
محمد طوسی در جوانی به درجه اجتهاد رسید و کتاب تهذیب الاحکام را در این دوره و با پیشنهاد استادش، شیخ مفید تألیف کرد. وی پنج سال از عمرش را به شاگردی شیخ مفید گذراند. پس از مرگ شیخ مفید، نزد شاگرد او سید مرتضی حاضر شد و ۲۳ سال تحصیل کرد.
سید مرتضی علم الهدی به سال ۴۳۶ درگذشت و پس از وی طوسی، مرجع شیعه شناخته شد. ترکان سلجوقی در سال ۴۴۷ با استفاده از ضعف آل بویه - که شیعه مذهب بودند - به بغداد حمله کردند و با اشغال آن، حکومت آل بویه را برانداختند. طوسی تا سال ۴۴۸ در بغداد بود و مجلس درس خود را در همان شهر تشکیل داد. در سال ۴۴۸ به سبب حمله طغرل به بغداد و انقراض آل بویه بر آزار و اذیت شیعیان توسط اهل سنت و سلجوقیان افزوده شد.
در این زمان عبد الملک وزیر طغرل بیک، به محله‌های شیعه‌نشین حمله کرد و به کشتار آنان پرداخت. به خانه شیخ حمله کردند تا وی را به قتل برسانند، ولی او را نیافتند و وسایل منزل و کتاب‌های او را به آتش کشیدند. گفته‌اند طغرل بیک تا سال ۴۴۹، چندین بار کتاب‌های شیخ طوسی را در ملأ عام سوزاند. سپس شیخ به نجف رفت و حوزه علمیه نجف را تأسیس کرد. گفته شده که در آنجا ۳۰۰ مجتهد تربیت کرد و چندین کتاب نوشت. برخی گزارش‌ها نیز سال ۴۴۸ را سال تأسیس حوزه علمیه نجف می‌دانند.
قدرت علمی وی به گونه‌ای بود که تا ۸۰ سال فتوایی مخالف فتواهای وی صادر نشد. خاندان شیخ طوسی تا چند نسل علما و فقها بوده‌اند. پسرش شیخ ابو علی ملقب به «مفید ثانی» کتابی به نام «أمالی» دارد و کتاب «النهایة» پدرش را نیز شرح کرده است. همچنین دختران شیخ طوسی نیز فقیهه و فاضله بوده‌اند.

## استادان
استادان شیخ طوسی بسیارند، محدث نوری در مستدرک الوسائل ۳۷ نفر را ذکر می‌کند که اسامی شان را از کتاب‌های شیخ طوسی درآورده است. اما مهم‌ترین استادانی که از آنان بیشتر روایات تهذیب و استبصار را ذکر کرده است ۵ نفر بودند:
- ابوعَبدِالله، أحمد بن عَبدُ الواحِد بو أحمد البَزّاز معروف به ابن الحاشر، و ابن عبدون، متوفی ۴۳۲ (قمری)
- أحمد بن محمد بن موسی معروف به ابن صلت اهوازی، متوفی پس از سال ۴۰۸ (قمری)
- ابوعبدالله حسین بن عبیدالله بن الغضائری متوفی سال ۴۱۱ (قمری)
- ابوالحسین علی بن احمد بن محمد بن أبی جید متوفی سال ۴۰۸ (قمری)
- ابوعبدالله، محمد بن نعمان مشهور به شیخ مفید متوفی سال ۴۱۳ (قمری)[۱۰]

از این ۵ نفر در بیشتر کتبش نام برده است و از آنان روایت می‌کند، و دیگر مشایخ او عبارتند از:
- ابوالحسین صفار (ابن صفار)
- ابوطالب بن غرور
- قاضی ابوطیب حویری

## شاگردان
تعداد شاگردان وی از فقها و مجتهدان و علمای شیعه، بیش از ۳۰۰ نفر بود و در همان وقت چند صد نفر از علمای اهل سنت نیز نزد او تحصیل می‌کردند.

## درگذشت
شیخ طوسی در شب دوشنبه ۲۲ محرم سال ۴۶۰ درگذشت و در نجف در خانه خویش به خاک سپرده شد. بنا به وصیت وی، آن جا تبدیل به مسجد شد. این مسجد هم‌اکنون در قسمت شمال بقعه علوی، به نام مسجد طوسی معروف است.

## آثار

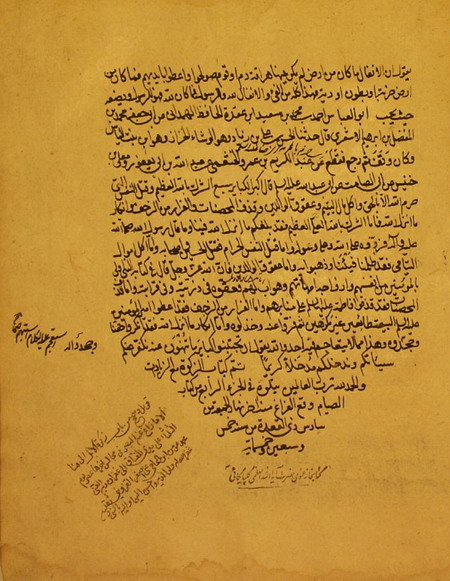
برگی از یک نسخه نفیس قدیمی تهذیب الاحکام، مربوط به قرن یازدهم که تاریخ ۵۷۵ قمری در آن دیده می‌شود

تعداد آثار شیخ طوسی به ۵۱ جلد می‌رسد، که از آن جمله است:
در حدیث
- تهذیب الأحکام، در احادیث فقهی که از کتب اربعه شیعه است؛
- الإستبصار فیما اختلف من الأخبار، در احادیث فقهی که از کتب اربعه محسوب می‌شود؛
- کتاب الإمالی، که مطالب جلسات روایی اوست.
- کتاب الغیبة، که گردآوری و بحث در مورد روایات دوران غیبت کبرای مهدی می‌باشد.

رجال
- الابواب معروف به رجال شیخ طوسی؛
- الفهرست؛
- اختیار معرفة رجال، که شیخ به حذف اشتباهات و اصلاح اصل کتاب رجال کشی اقدام کرد.

تفسیر
- التبیان فی تفسیر القرآن
- المسائل الدمشقیه فی تفسیر القرآن
- المسائل الرجبیه فی تفسیر آیة من القرآن

فقه
- النهایة فی مجرد الفقه و الفتوی
- المبسوط فی الفقه الإمامیة
- الجمل و العقود فی العبادات
- الخلاف فی الاحکام، که شیخ در این کتاب آراء علمای شیعه و مذاهب مختلف اهل سنت را در هر مسئله گردآوری کرده است؛
- الایجاز فی الفرائض
- مناسک الحج فی مجرد العمل
- المسائل الحلبیه فی الفقه
- المسائل الجنبلائیه فی الفقه
- المسائل الحائریه فی الفقه
- مسئله فی وجوب الجزیه علی الیهود و المنتمین الی الجبابرة
- مسئله فی تحریم الفقاع

اصول
- عده در اصول
- مسئله فی العمل بخبر الواحد و بیان حجیة الاخبار

کلام
- اصول عقائد یا اصول العقائد
- تلخیص الشافی
- تمهید الاصول
- الاقتصاد الهادی الی طریق الرشاد
- المفصح فی الامامه
- الغیبه، در مورد غیبت امام زمان؛
- ما یعلل و ما لایعلل

کتب ادعیه
- مصباح المتهج‍ّد و سلاح المتعب‍ّد
- انس الوحید
- هدایه المسترشد و بصیرة المتعبد فی الادعیه و العبادات

دیگر آثار
- النهایه، که در واقع رساله عملیه اوست
- تلخیص الشافی، در مباحث مربوط به امامت که در واقع این کتاب گزیده کتاب «الشافی» تألیف استادش سید مرتضی است.